# L’Île-Bouchard
L’Île-Bouchard település Franciaországban, Indre-et-Loire megyében. Lakosainak száma 1590 fő (2022. január 1.). L’Île-Bouchard Brizay, Crouzilles, Panzoult, Tavant és Theneuil községekkel határos.

## Népesség
A település népességének változása:
| Lakosok száma | 1609 | 1796 | 1800 | 1745 | 1637 | 1610 | 1553 | 1527 | 1517 | 1590 |
|               | 1968 | 1982 | 1990 | 2006 | 2013 | 2015 | 2017 | 2019 | 2020 | 2022 |